# Crenicichla
Crenicichla is een geslacht van straalvinnige vissen uit de familie van de cichliden (Cichlidae).
In het Nederlands worden deze vissen snoekcichliden genoemd.

## Soorten
- Crenicichla acutirostris Günther, 1862
- Crenicichla adspersa Heckel, 1840
- Crenicichla albopunctata Pellegrin, 1904
- Crenicichla alta Eigenmann, 1912
- Crenicichla anthurus Cope, 1872
- Crenicichla brasiliensis Bloch, 1792
- Crenicichla britskii Kullander, 1982
- Crenicichla cametana Steindachner, 1911
- Crenicichla celidochilus Casciotta, 1987
- Crenicichla cincta Regan, 1905
- Crenicichla compressiceps Ploeg, 1986
- Crenicichla coppenamensis Ploeg, 1987
- Crenicichla cyanonotus Cope, 1870
- Crenicichla cyclostoma Ploeg, 1986
- Crenicichla empheres de Lucena, 2007
- Crenicichla frenata Gill, 1858
- Crenicichla gaucho de Lucena & Kullander, 1992
- Crenicichla geayi Pellegrin, 1903
- Crenicichla hadrostigma de Lucena, 2007
- Crenicichla haroldoi Luengo & Britski, 1974
- Crenicichla heckeli Ploeg, 1989
- Crenicichla hemera Kullander, 1990
- Crenicichla hu Piáleck, Říčan, Casciotta & Almirón, 2010
- Crenicichla hummelincki Ploeg, 1991
- Crenicichla igara de Lucena & Kullander, 1992
- Crenicichla iguapina Kullander & de Lucena, 2006
- Crenicichla iguassuensis Haseman, 1911
- Crenicichla inpa Ploeg, 1991
- Crenicichla isbrueckeri Ploeg, 1991
- Crenicichla jaguarensis Haseman, 1911
- Crenicichla jegui Ploeg, 1986
- Crenicichla johanna Heckel, 1840
- Crenicichla jupiaensis Britski & Luengo, 1968
- Crenicichla jurubi de Lucena & Kullander, 1992
- Crenicichla labrina Spix & Agassiz, 1831
- Crenicichla lacustris Castelnau, 1855
- Crenicichla lenticulata Heckel, 1840
- Crenicichla lepidota Heckel, 1840
- Crenicichla lucius Cope, 1870
- Crenicichla lugubris Heckel, 1840
- Crenicichla macrophthalma Heckel, 1840
- Crenicichla maculata Kullander & de Lucena, 2006
- Crenicichla mandelburgeri Kullander, 2009
- Crenicichla marmorata Pellegrin, 1904
- Crenicichla menezesi Ploeg, 1991
- Crenicichla minuano de Lucena & Kullander, 1992
- Crenicichla missioneira de Lucena & Kullander, 1992
- Crenicichla mucuryna Ihering, 1914
- Crenicichla multispinosa Pellegrin, 1903
- Crenicichla nickeriensis Ploeg, 1987
- Crenicichla niederleinii Holmberg, 1891
- Crenicichla notophthalmus Regan, 1913
- Crenicichla pellegrini Ploeg, 1991
- Crenicichla percna Kullander, 1991
- Crenicichla phaiospilus Kullander, 1991
- Crenicichla prenda de Lucena & Kullander, 1992
- Crenicichla proteus Cope, 1872
- Crenicichla punctata Hensel, 1870
- Crenicichla pydanielae Ploeg, 1991
- Crenicichla regani Ploeg, 1989
- Crenicichla reticulata Heckel, 1840
- Crenicichla rosemariae Kullander, 1997
- Crenicichla santosi Ploeg, 1991
- Crenicichla saxatilis Linnaeus, 1758 – Ringstaartsnoekcichlide
- Crenicichla scottii Eigenmann, 1907
- Crenicichla sedentaria Kullander, 1986
- Crenicichla semicincta Steindachner, 1892
- Crenicichla semifasciata Heckel, 1840
- Crenicichla sipaliwini Ploeg, 1987
- Crenicichla stocki Ploeg, 1991
- Crenicichla strigata Günther, 1862
- Crenicichla sveni Ploeg, 1991
- Crenicichla tendybaguassu de Lucena & Kullander, 1992
- Crenicichla ternetzi Norman, 1926
- Crenicichla tesay Casciotta & Almirón, 2009
- Crenicichla tigrina Ploeg, Jégu & Ferreira, 1991
- Crenicichla tingui Kullander & de Lucena, 2006
- Crenicichla urosema Kullander, 1990
- Crenicichla vaillanti Pellegrin, 1903
- Crenicichla virgatula Ploeg, 1991
- Crenicichla vittata Heckel, 1840
- Crenicichla wallacii Regan, 1905
- Crenicichla yaha Casciotta, Almirón & Gómez, 2006
- Crenicichla ypo Casciotta, Almirón, Gómez & Říčan, 2010
- Crenicichla zebrina Montaña, López-Fernández & Taphorn, 2008